# Piornedo (Castrelo del Valle)
Piornedo (llamada oficialmente Santa Eufemia de Piornedo) es una parroquia y un lugar español del municipio de Castrelo del Valle, en la provincia de Orense, Galicia.

## Toponimia
La parroquia también es conocida por el nombre de Santa Eufemia do Piornedo.

## Organización territorial
La parroquia está formada por dos entidades de población:
- Monteveloso
- O Piornedo (Piornedo)

## Demografía

### Parroquia
| Gráfica de evolución demográfica de Piornedo (parroquia) entre 2000 y 2022 |
|                                                                            |
| Datos según el nomenclátor publicado por el INE.                           |

### Lugar
| Gráfica de evolución demográfica de Piornedo (lugar) entre 2000 y 2022 |
|                                                                        |
| Datos según el nomenclátor publicado por el INE.                       |